# Киуаний (окръг, Уисконсин)
Окръг Киуаний (на английски: Kewaunee County) е окръг в щата Уисконсин, Съединени американски щати. Площта му е 2810 km², а населението - 20 563 души (1 април 2020). Административен център е град Киуаний.